# Pony (haar)

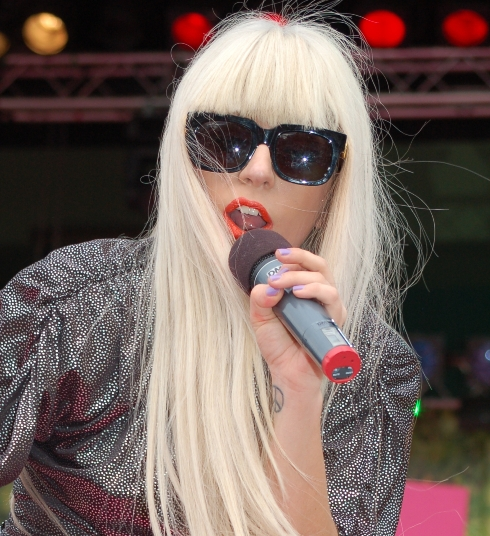
Lady Gaga met pony in 2008

Een pony is een haardracht waarbij het haar op het voorhoofd naar voren wordt gekamd, maar op of boven de wenkbrauwen is afgeknipt. Men kan ook een schuine pony hebben die meer naar links of juist naar rechts is geknipt: dit wordt ook wel een bles genoemd.
In Vlaanderen noemt men de pony ook wel "frou" of "froufrou". 

## Geschiedenis
Pony’s werden door zowel mannen als vrouwen gedragen in het Oude Egypte, Oude Griekenland en in het Romeinse Rijk. Op schilderijen uit de Middeleeuwen zijn kapsels met pony’s zowel bij mannen als vrouwen terug te zien. Tijdens het Elizabethaanse tijdperk en de Renaissance bleven pony’s populair onder mannen, maar raakten zij voor vrouwen uit de mode. De geestelijkheid waarschuwde in de zeventiende eeuw dat pony’s een teken waren van ijdelheid en konden leiden tot doodzonden.
Tijdens het Victoriaanse tijdperk raakten pony’s, vaak gekruld, weer in de mode voor vrouwen. De “Alexandra fringe”, een korte pony genoemd naar Alexandra van Denemarken, werd populair in de jaren 1880. Tijdens de 19e en het begin van de 20e eeuw waren pony’s in de Verenigde Staten populair onder jonge vrouwelijke immigranten, omdat het haar over het voorhoofd de huidonzuiverheden zoals littekens van pokken of acne kon bedekken. Volgens populaire media maakten deze onzuiverheden dat zij er minder ‘Amerikaans’ uitzagen.
In de rest van de 20e eeuw bleef de pony in verschillende stijlen populair, zoals de “Dutchboy bob”, de korte golvende pony van Mamie Eisenhower en de pixie cut van Audrey Hepburn. Ook populaire muzikanten zoals de Beatles hadden kapsels met een pony, waardoor de pony ook onder mannen weer populair werd.
In 2007 werd de pony opnieuw populair, ditmaal een dikke, ruw geknipte variant. Zo droeg model Kate Moss met haar kapsel bij aan de hernieuwde trend. Ook in de jaren 2020 herwon de pony aan populariteit, mede dankzij sociale media zoals TikTok. Ditmaal in de vorm van (door de coronapandemie veelal zelf geknipte) pony’s en curtain bangs.